# Turnberry Towers

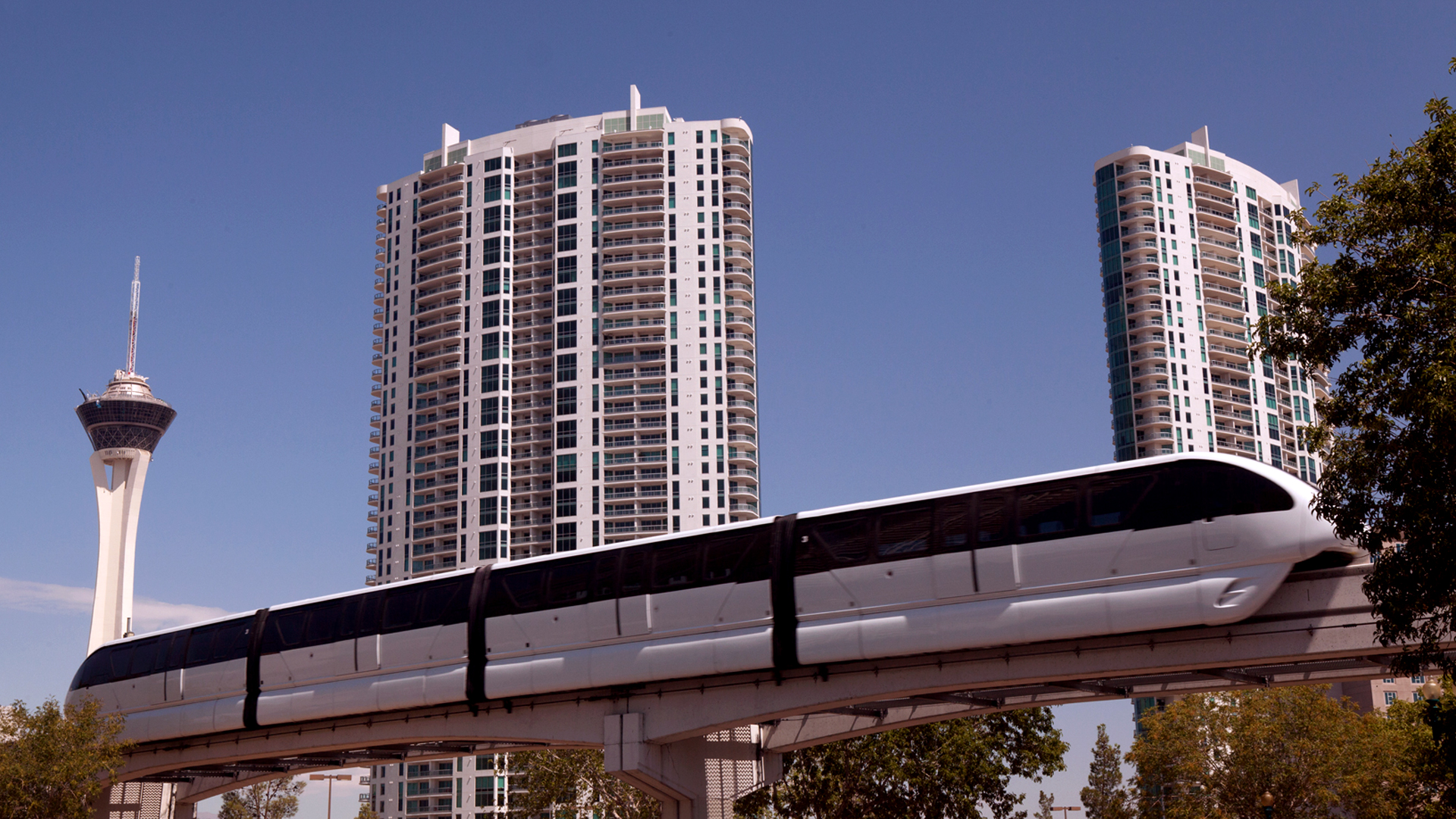
Foto del paso del monorriel de Las Vegas frente a Turnberry Towers Las Vegas. La torre Stratosphere está al fondo.

Las Torres Turnberry es un complejo residencial en Las Vegas, Nevada (Estados Unidos). Consiste principalmente en la Torre Este y la Torre Oeste. Las torres miden 138 metros (453 pies) y tienen 45 pisos. El complejo originalmente se llamaría Madison  Towers, e iban a tener cuatro torres más pequeñas.  Ambas torres tienen 318 unidades. Robert M. Swedroe diseñó los edificios, convirtiéndose en vigésimos rascacielos más alto en Las Vegas. 